# Куцевич-Миньківський Іван
Іва́н Авра́мович Ку(н)це́вич (Куче́вич, Куцьке́вич)-Ми́ньківський (Ми́ньковський) (поч. XVII ст. — поч. 1657 р.) — паволоцький полковник, активний учасник Хмельниччини.

## Ранні роки та походження
Іван Аврамович Куцевич-Миньківський народився, очевидно, в кінці XVI століття в родині священика з с. Миньківці. Про його народження в кінці 16 століття свідчить той факт, що перед повстанням Хмельницького він вже мав статус старого і заслуженого жовніра Речі Посполитої А 1650 року про нього повідомляли як про «старого війта Іванця».
Належав до старовинної української православної шляхти з Волині. Шляхтичі Миньківські (Миньковські) спочатку були власниками маєтку с. Миньківців Кременецького повіту, а потім с. Миньківців, с. Вербівки, с. Верхівні під Паволоччю — після отримання посади паволоцького війта. Збіднілий шляхетський рід Миньківських «спеціалізувався» на юридичних справах і дав чимало канцеляристів. Як стверджують історики, на початку XVII ст. формувалися перші своєрідні шляхетські «династії», для котрих хліб юриста став сімейною традицією. До таких належала і родина Миньківських.
З цієї родини відомі возний генеральний Київського воєводства (1611) Іван Миньківський та возний генерал Волинського воєводства (1649) Микола(й) Минковський. 1609 року Стефан Миньківський отримав в заставу с. Миньківці князя Романа Ружинського. Миньківський у травні 1619 р. сповістив про крадіжку прав на с. Миньківці. Переяславську угоду від 8 червня 1630 р. підписав, серед інших, один із запорізьких генеральних старшин Михайло Минковський.

#### Війт міста Паволоч
Миньківський цікавився історією, церковними справами, мав глибокі юридичні знання. В його особі щасливо поєднувалися воїн, адміністратор, юрист, дипломат і канцелярист. Не випадково протягом тривалого часу він обіймав посаду війта міста Паволоч, тобто, кажучи сучасною мовою міського голови або мера.
Іван Куцевич-Миньківський ще перед початком Хмельниччини докучав своїм сусідам численними наїздами, звичайно в спілці з підстаростою й державцем Паволочі від Яна Замойського, Яном Томіславським. Типовим прикладом таких наїздів можна вважати напад селян і міщан Паволочі, Котельні й Лісівців на чолі з паволоцьким війтом на маєток шляхтича А. Бонковського в с. Конлівці (Кіловці — тепер с. Миролюбівка), здійснений орієнтовно влітку 1648 року.

## Роки Хмельниччини
З перших днів Хмельниччини представники однієї родини Минькіських потрапили у ворожі табори: Олександр і Григорій стали ротмістрами корогви у князя Чарторийського (1653), Міхал перебував у посполитому рушенні під час Берестецької битви (1651). Паволоцький війт Іван Куцевич-Миньківський рішуче став на сторону повсталого українського народу, сформував Паволоцький полк, який і очолив. Правда, є ще відомості про сотника М. Менковського (можливо, Міхала), від якого Богдан Хмельницький у жовтні 1655 року отримав повідомлення про вторгнення кримського хана Мехмеда III Ґерая в Україну, про перебування останнього з військом на Волині в районі Чолганського Каменя і його план атакувати козацько-московські полки. Можливо, тут ідеться про вищезгаданого Міхала, який на той час перейшов на бік Хмельницького, а можливо про ще одного представника родини Миньківських.

### Заснування Паволоцького полку
Після Корсунської битви (26 травня 1648 р.) повстали майже всі українські землі, в тому числі й Паволоч. Тоді паволоцький війт Миньківський підняв повстання в цьому місті, арештував польських урядовців, в тому числі державця Паволочі, свого колишнього товариша, шляхтича Яна Томіславського. Місто стало одним з важливих центрів становлення козацької державності. Тут І. Куцевичем-Миньківським було сформовано Паволоцький полк]], який він і очолив принаймні з липня 1648 року. Звідси Богдан Хмельницький вирушив у похід під Пилявці, причому в його війську був і Паволоцький полк. Після Пилявецької перемоги повстанці, в тому числі, очевидно, й Миньківський, дійшли до Львова та Замостя.

### Організатор розвідки та безпеки
Іван Куцевич-Миньківський і чигиринський городовий отаман Лаврін Капуста стали організаторами системи розвідки, безпеки війська та держави Богдана Хмельницького. Контррозвідувальні заходи здійснювалися з метою збереження в таємниці власних військово-політичних планів, а також запобігання спробам організувати змови та замахи на гетьмана та його оточення. Загальне керівництво всіма видами таємної служби здійснював сам Хмельницький..

### Події 1649 року
У лютому 1649 р. у Переяславі проходили українсько-польські переговори, внаслідок яких було підписано короткотривале перемир'я. Брав у них участь й І. Миньківський, котрий належав до радикальної течії повстанського табору і прагнув війни з Річчю Посполитою до переможного кінця. Дипломат Речі Посполитої Войцех М'ясковський занотував у своєму щоденнику під 26 лютого 1649 р.: «За часом нам дуже шкодив і паволоцький війт…». Дипломатичні доручення українського уряду Миньківський виконував і пізніше. Згідно зі статейним списком московського посла Григорія Унковського, 26 квітня 1649 року біля Чигирина, куди він прибув для переговорів з Хмельницьким, його зустрічали представник гетьмана Силуян Мужиловський, гетьманський хорунжий, а перед самим містом гетьманич Тиміш Хмельницький, паволоцький війт, осавул і два писаря, та інші особи з гетьманського двору, також сотники й отамани, всього 20 душ… 27 квітня до Унковського прийшли два писарі, осавул Михайло Лучченко, війт з Паволочі (І. Миньківський), чигиринський отаман, які й запросили посла до гетьмана.
Під час військових дій 1649 року, в переможному поході Хмельницького на Збараж та Зборів у козацькій армії було двадцять два полки, серед яких і Паволоцький полк. Іван Миньківський міг брати участь в цих переможних походах козацької армії на чолі свого полку, проте ймовірно також, що він залишався в Паволочі, виконуючи обов'язки війта, або в Чигирині, займаючись питаннями розвідки та безпеки, а полк у поході очолював наказний полковник Адам Хмелецький.
8 серпня 1649 р. було укладено Зборівський мир. Богдан Хмельницький після цього прибув до Паволочі, звідки розпустив свої війська по домівках. За умовами миру Паволоцький полк увійшов до складу Білоцерківського полку, який очолював полковник Михайло Громика. У Реєстрі 1649 року серед козаків Білоцерківської полкової сотні бачимо й Івана Куцевича-Миньківського, серед козаків Паволоцької сотні передостаннім записаний також Федір Миньківський, можливо, його брат чи родич.

### Продовження державної служби
Проте, очевидно, Іван Куцевич і надалі перебував на посаді паволоцького війта, займався державними справами, часто бував у гетьманській столиці Чигирині. Історик С. Темберський називає його серед старшини в 1650 р. під ім'ям «Міньковський». Згаданий вище запис 1650 р. на книзі Баронія містить у собі автограф Миньківського із зазначенням: «Товариш Війська його королівської милості Запорозького».
6 серпня 1650 р. до Чигирина приїхав царський гонець В. Струков. Того ж дня до нього на подвір'я прийшов полковник із сотниками й отаманами, які розпитали про мету візиту (насамперед Струков мав домагатися видачі самозванця Тимофія Анкудінова, котрий видавав себе за сина царя Василя Шуйського) і пішли собі. Через якийсь час завітав старий війт Іванець (можливо, Куцевич-Миньківський) і повідомив, що Хмельницький поїхав з Чигирина в Суботів. Він підтвердив також, що дійсно Анкудінов перебуває в місті. Струков поспішив до Суботова, але гетьман вже був на переправі через Дніпро і передав, щоб посол їхав за ним до Ірклієва. У відписці царю путивльських воєвод С. Прозоровського та І. Чемоданова від 19 грудня 1650 року зазначається, що путивльський торгівець Федір Гурєєв зустрів у Каневі на ярмарку гетьманського писаря Івана Виговського та паволоцького війта Івана Куцевича-Миньківського, які йому говорили, що листи гетьмана до царя щодо прийняття його під протекторат Московського царства потрапили до короля у Варшаву. Паволоцький війт йому також повідав «про руского вора (Тимофія Анкудінова), что тот вор живет ныне у гетмана в пасеках и в ближних городех, укрываяся для того, как де по твоему государеву указу приезжают в Чигирин ис Путивля… для вестей и для управных дел путивльцы, и гетман де тому вору в те поры являтца при них не велит, бутто он тово вора от себя из Чигирина выслал». Очевидно, що Миньківський тут виконував спеціальне доручення Хмельницького і повідомляв «потрібну» гетьману інформацію московському вивідувачу.

### Відновлення полку
Силою обставин Паволоч стояла на тодішньому кордоні між козацькою автономною територією та Річчю Посполитою, стала відігравати важливу роль. Миньківський виявив себе в нових умовах як добрий адміністратор. Заготовлених ним запасів провіанту вистачило і на наступний рік, ще й залишилося. З відновленням Паволоцького полку, Куцевич-Миньківський знову очолює його в квітні 1651 року. Вже у Берестецькій кампанії Миньківський посідав уряд паволоцького полковника. Різні частини полку в поході знову очолюють наказні полковники А. Хмелецький та О. Кривоносенко. Сам Куцевич-Миньківський, дізнавшись про втечу орди з поля бою, поспішив з 6-тисячним військом ополчення на допомогу обложеним повстанцям. Але на шляху до Берестечка його нібито розбив (до 19 липня 1651 р.) хан Іслям III Ґерай, хоча і був формально союзником козаків. Інша версія здається вірогіднішою. Після виходу з такого полону І. Виговський прибув до Паволочі, організувавши тут додаткові загони козаків, які стали громити ординців котрі, відступаючи, вели з собою ясир. Ординці були розбиті під Чудновом і Уманню, що змусило хана стати союзником Хмельницького. Дещо пізніше до Паволочі прибув гетьман, якого хан врешті випустив полону. Тут він, довідавшись про поразку своєї армії, зібрав 3 000 злотих для сплати ординським мурзам, а потім провів козацьку раду щодо організації відсічі ворожому наступу. В усіх цих подіях брав, очевидно, участь і Іван Миньківський. Після згаданої вище ради частини Паволоцького (імовірно, з одним із наказних полковників на чолі), Білоцерківського та Переяславського полків вирушили на північ для стримування наступу карателів князя Януша Радзивілла.
7 липня (17 липня) 1651 р. Б. Хмельницький рушив з Паволочі до Білої Церкви. Того ж дня, перебуваючи вже під самим містом, він видав Наказ білоцерківському, вінницькому, брацлавському, уманському та паволоцькому полковникам привести полки під Білу Церкву.
В кінці липня 1651 року І. Куцевич-Миньківський розгорнув в районі Паволочі велику активність у формуванні козацького полку. Проте міська верхівка не підтримала заходи полковника й відправила до власника міста — калуського старости Яна Замойського — делегацію з проханням надіслати залогу. Тому Куцевич-Миньківський був змушений зі своїми однодумцями відступити до табору Б. Хмельницького під Білу Церкву, а частина козаків полку розпочала на околицях міста бій із ворогом, проте зазнала поразки й також відійшла.
27 липня (6 серпня) 1651 року передові частини коронного війська, йдучи з-під Берестечка, стали табором в Паволочі. Сім корогв втекло до Таборівки. Куцевич-Миньківський повідомив про це козаків.. 3 (13) серпня 2 тисячі козаків і 500 татар на чолі з І. Виговським та паволоцьким наказним полковником А. Хмелецьким дощенту розгромили під Таборівкою вищевказані корогви

### Білоцерківський мир та його наслідки
Пізніше головні події розгорнулися під Білою Церквою. Бої тут чергувалися з мирними переговорами, у котрих брав активну участь Миньківський. 28 вересня 1651 р. було підписано відомий Білоцерківський мир. З козацького боку його підписали гетьман Богдан Хмельницький, полковники М. Гладкий, І. Куцевич-Миньківський, Я. Пархоменко, М. Громика, Б. Худий, черкаський полковий суддя Я. Одинець та генеральний писар І. Виговський. Підпис І. Миньківського яскраво свідчить про його важливу роль в козацькій державі середини XVII ст., його хист юриста й дипломата.
Однак внаслідок поразки під Берестечком умови Білоцерківського миру були гіршими для козаків, ніж умови Зборівського. Паволоцький полк знову припинив самостійне існування, хоч його козаки й надалі брали активну участь у Визвольній війні, зокрема, відзначившись у Батозькій битві. Але відомості про Миньківського з цього моменту зникають у джерелах. Щонайменше з липня 1653 р. паволоцьким полковником став Михайло Суличич. Колишній же полковник, судячи з не досить ясного запису на книзі Баронія, що його зробив переяславський протопіп Григорій Бутович, став, імовірно, лубенським війтом.. Після укладення миру ординці повернули до Криму, прагнучи по дорозі збагатитися ясиром з числа мирного українського населення. Навздогін за ними вирушив паволоцький полковник Іван Куцевич-Миньківський і розгромив грабіжників під Уманню.
Однак внаслідок поразки під Берестечком умови Білоцерківського миру були гіршими для козаків, ніж умови Зборівського. Паволоцький полк знову припинив самостійне існування. Після відновлення у 1652 році цей полк очолив вже Степан Хмелецький, котрий раніше, як і його родич Адам Хмелецький, неодноразово займав уряд наказного полковника у І. Куцевича-Миньківського. Очевидно, що між останнім та Хмелецькими з часом виникли серйозні протиріччя.

### Останні роки життя та смерть
Десь наприкінці 1652 — на початку 1653 року, формується чергова старшинська опозиція проти Богдана Хмельницького, яку очолили тодішній паволоцький полковник Степан Хмелецький разом з братами Григорієм та Іваном Гуляницькими. Щоправда, є ймовірність, що Хмелецького просто обмовив перед гетьманом колишній паволоцький полковник І. Куцевич-Миньківський. Останній, за однією з версій, зарубав у 1653 р. Степана Хмелецького, потім сам загинув у боях та чварах цього ж року.
За іншою версією, судячи з не досить ясного запису на книзі Баронія, що його зробив переяславський протопіп Григорій Бутович, Куцевич-Миньківський став, імовірно, лубенським війтом і навіть сотником Лохвицької сотні у 1678 році.
Проте, помер І. Миньківський, очевидно, навесні-влітку 1657 року, адже 19 (29) червня цього року Богдан Хмельницький видав 2 універсали, котрі стосувалися маєтностей небіжчика І. Миньківського. Припущення про дату смерті І. Миньківського посередньо стверджує і запис Г. Бутовича, який дістав у власність книгу Баронія 3 серпня1657 року.

## Родина
Іван Куцевич-Миньківський був одружений ще перед 1648 роком. Мав трьох синів та дочку:
- Давид Іванович Миньківський — помер бездітним.
- Петро Іванович Миньківський — володів с. Миньківцями, Вербівкою і Верхівнею; «під час бувших в давніх роках з турками воєн… залишив у Речі Посполитій всі ті свої маєтності, перейшов з сином своїм Стефаном на Лівий берег Дніпра до Лубенського полку, де оселився в містечку Городищі…»
- Семен Іванович Миньківський — помер бездітним.
- N Іванівна Миньківська — згадується в 1659 р.

19 (29) червня 1657 р. в Чигирині діти колишнього паволоцького полковника Івана Миньківського отримали два універсали гетьмана Богдана Хмельницького: 1) «Маючи ми респект особливий на нащадків небіжчика Івана Миньковського, колишнього полковника Паволоцького, село Верхівню, його власне, його нащадкам зосталим повертаємо…». 2) «Маючи респект особливий на нащадків небіжчика Івана Миньковського, колишнього полковника паволоцького, село Миньківці, після небіжчика батька, дітям його як суксесорам, так і село Вербівку повертаємо…». Ці села залишалися в управлінні Миколи Івановича та Михайла Івановича Миньківських, їхніх опікунів, мабуть, до їхнього повноліття. 1 серпня 1659 року брати з сестрою отримали універсал гетьмана Івана Виговського, яким він окрім вищезазначених сіл підтверджував братам з сестрою володіння на «в місті Паволочі будинки, комори, млин, куплені їхнім батьком, з броваром і солодовнею, і всі хутори, фільварки й сіножаті, всі ґрунти коло Паволочі небіжчика батька».
Онук, Степан Петрович Петровський, став засновником козацької військової династії Петровських (Миньковичів-Петровських), які, як і він, займали різні уряди в Лубенському полку.
Онук, Василь Петрович Петровський, був Ходорківським сотником, паволоцьким полковником у 1663 р..
Поминання його роду у Межигірському монастирі: Клим, Данило, Марія, Кирило, Тимофій, Тетяна, Ганна, Євстафій, Севостян, Лука, Севостян, Зіновія, Стефан, Харлампій, Феодора, Варвара, Юліана, Ксенія, Февронія, Григорій, Максим, Григорій, Євдокія, Іван, Марія, Давид, Кіндрат, Іван, Гаврило, Ірина, Ірина, Трохим, Павло, Ксенія, Симеон, Фекла, Катерина, Євгенія, Іван, Марія.